# Sans rival-tårta
Sans rival-tårta är en klassisk svensk mandeltårta.
Sans rival är franska och betyder oöverträffad. Tårtan består av mandeltårtbottnar, glasskräm samt rikligt med hyvlad rostad mandel som strös över hela tårtan. Garneras ofta med rosetter i grön marsipan.
En version av Sans rival-tårtan är Ellen Svinhufvudtårta. Ellen Svinhufvud var gift med Finlands tredje president Pehr Evind Svinhufvud, och tårtan uppkallades den efter henne. Hon hade fått receptet på tårtan av en väninna i Åbo, och Stellas konditori i Helsingfors fick i uppdrag att tillverka tårtan. Ellen Svinhufvudtårtan brukar serveras på Finlands presidents självständighetsmottagning den 6 december varje år. Den innehåller bland annat mandel och glasskräm smaksatt med kaffe.